# Sjukvårdsförsäkring
Sjukvårdsförsäkring, försäkring som ger försäkringstagaren rätt till sjukvård.

## Sjukvårdsförsäkring i EU/EFTA
I princip har alla som är lagligen fast bosatta i EU rätt till sjukvård, under vissa villkor. Dessutom finns rätt för alla bosatta i EU-länder och EFTA-länder att få akutsjukvård i alla dessa länder enligt lokala regler, något som i efterhand betalas av hemlandet.